# Středopravicová koalice
Středopravicová koalice (italsky Coalizione di centro-destra, zkratka CDX) je italská volná politická koalice. Od svého založení roku 1994 představuje pod různými názvy vedle Středolevicové koalice jeden ze dvou pólů italské politiky. Monopolní postavení obou koalic bylo narušeno až roku 2013 nástupem Hnutí pěti hvězd.
Až do parlamentních voleb 2018 koalici vedl Silvio Berlusconi a profilovala se zpravidla jako liberálně konzervativní a středopravicové uskupení. Po roce 2018 se však do vedoucí pozice dostala pravicově protestní, tvrdě euroskeptická Liga severu. V průběhu roku 2021 pak v průzkumech veřejného mínění Ligu dostihli postfašističtí Bratři Itálie. Původně dominantní Berlusconiho umírněná Forza Italia pak trvale ztrácí vliv i voličské zázemí. Koalice se tak přesouvá z původní Berlusconiho středopravice do pravicových až krajně pravicových pozic a celkově dochází k potlačení liberálního elementu.

## Složení od parlamentních voleb 2022
Následující tabulka obsahuje strany, které se rozhodly v rámci Středopravicové koalice kandidovat v parlamentních volbách 2022.
Složení koalice není mimo období parlamentních voleb pevné, na regionální úrovni se může lišit.
| Strana | Strana                       | Ideologie                | Lídr              | Parlament | Regiony |
| ------ | ---------------------------- | ------------------------ | ----------------- | --------- | ------- |
|        | Bratři Itálie                | Národní konzervatismus   | Giorgia Meloni    | 184/600   | 124/897 |
|        | Liga severu                  | Pravicový populismus     | Matteo Salvini    | 96/600    | 193/897 |
|        | Forza Italia                 | Liberální konzervatismus | Silvio Berlusconi | 63/600    | 71/897  |
|        | My umírnění (NcI–IaC–CI–UDC) | Centrismus               | Maurizio Lupi     | 9/600     | 22/897  |

## Přehled názvů
- 1994-1996: dvojkoalice Pól svobody (italsky Polo delle Libertà, v severní Itálii) a Pól dobré vlády (italsky Polo del Buon Governo, v jižní Itálii)
- 1996-2000: Pól pro svobody (italsky Polo per le Libertà)
- 2000-2008: Dům svobod (italsky Casa delle Libertà)
- od 2008: bez oficiálního názvu, Středopravicová koalice

## Pól svobod a Pól dobré vlády (1994-1996)

### Složení koalice pro volby 1994
| Strana | Strana                       | Ideologie                | Lídr                   | Výsledek |
| ------ | ---------------------------- | ------------------------ | ---------------------- | -------- |
|        | Liga severu                  | Pravicový populismus     | Umberto Bossi          | 118/630  |
|        | Forza Italia                 | Liberální konzervatismus | Silvio Berlusconi      | 111/630  |
|        | Národní aliance              | Národní konzervatismus   | Gianfranco Fini        | 110/630  |
|        | Křesťanskodemokratický střed | Křesťanská demokracie    | Pier Ferdinando Casini | 27/630   |

## Pól pro svobody (1996-2000)

### Složení koalice pro volby 1996
| Strana | Strana          | Ideologie                | Lídr                   | Výsledek |
| ------ | --------------- | ------------------------ | ---------------------- | -------- |
|        | Forza Italia    | Liberální konzervatismus | Silvio Berlusconi      | 123/630  |
|        | Národní aliance | Národní konzervatismus   | Gianfranco Fini        | 93/630   |
|        | CCD – CDU       | Křesťanská demokracie    | Pier Ferdinando Casini | 30/630   |

## Dům svobod (2000-2008)

### Složení koalice pro volby 2001
| Strana | Strana               | Ideologie                | Lídr                   | Výsledek |
| ------ | -------------------- | ------------------------ | ---------------------- | -------- |
|        | Forza Italia         | Liberální konzervatismus | Silvio Berlusconi      | 194/630  |
|        | Národní aliance      | Národní konzervatismus   | Gianfranco Fini        | 99/630   |
|        | CCD – CDU            | Křesťanská demokracie    | Pier Ferdinando Casini | 40/630   |
|        | Liga severu          | Pravicový populismus     | Umberto Bossi          | 30/630   |
|        | Nová PSI             | Sociální liberalismus    | Gianni De Michelis     | 3/630    |
|        | Sardinští reformisté | Liberální konzervatismus | Michele Cossa          | 1/630    |
|        | Nová Sicílie         | Autonomismus             | Bartolo Pellegrino     | 1/630    |

### Složení koalice pro volby 2006
| Strana | Strana                           | Ideologie                | Lídr                   | Výsledek |
| ------ | -------------------------------- | ------------------------ | ---------------------- | -------- |
|        | Forza Italia                     | Liberální konzervatismus | Silvio Berlusconi      | 140/630  |
|        | Národní aliance                  | Národní konzervatismus   | Gianfranco Fini        | 72/630   |
|        | Unie středu                      | Křesťanská demokracie    | Pier Ferdinando Casini | 39/630   |
|        | Liga severu – MpA                | Federalismus             | Umberto Bossi          | 26/630   |
|        | Křesťanská demokracie – Nová PSI | Centrismus               | Gianni De Michelis     | 4/630    |

## Středopravicové koalice (od 2008)

### Složení koalice pro volby 2008
| Strana | Strana              | Ideologie                | Lídr              | Výsledek |
| ------ | ------------------- | ------------------------ | ----------------- | -------- |
|        | Lid svobody (FI–AN) | Liberální konzervatismus | Silvio Berlusconi | 276/630  |
|        | Liga severu         | Pravicový populismus     | Umberto Bossi     | 60/630   |
|        | Hnutí za autonomie  | Autonomismus             | Raffaele Lombardo | 8/630    |

### Složení koalice pro volby 2013
| Strana | Strana        | Ideologie                | Lídr              | Výsledek |
| ------ | ------------- | ------------------------ | ----------------- | -------- |
|        | Lid svobody   | Liberální konzervatismus | Silvio Berlusconi | 98/630   |
|        | Liga severu   | Pravicový populismus     | Roberto Maroni    | 18/630   |
|        | Bratři Itálie | Národní konzervatismus   | Giorgia Meloni    | 9/630    |

### Složení koalice pro volby 2018
| Strana | Strana                    | Ideologie                | Lídr              | Výsledek |
| ------ | ------------------------- | ------------------------ | ----------------- | -------- |
|        | Liga severu               | Pravicový populismus     | Matteo Salvini    | 125/630  |
|        | Forza Italia              | Liberální konzervatismus | Silvio Berlusconi | 104/630  |
|        | Bratři Itálie             | Národní konzervatismus   | Giorgia Meloni    | 32/630   |
|        | My s Itálií – Unie středu | Křesťanská demokracie    | Raffaele Fitto    | 4/630    |

## Seznam lídrů
- Volby 1994: Silvio Berlusconi (Forza Italia)
- Volby 1996: Silvio Berlusconi (Forza Italia)
- Volby 2001: Silvio Berlusconi (Forza Italia)
- Volby 2006: Silvio Berlusconi (Forza Italia)
- Volby 2008: Silvio Berlusconi (Lid svobody)
- Volby 2013: Silvio Berlusconi (Lid svobody)
- Volby 2018: Matteo Salvini (Liga severu)
- Volby 2022: Giorgia Meloni (Bratři Itálie)

## Volební výsledky

### Poslanecká sněmovna
| Volby | Hlasy      | Hlasy | Mandáty | Mandáty | Pozice | Postavení |
| Volby | Abs.       | %     | Abs.    | ±       | Pozice | Postavení |
| ----- | ---------- | ----- | ------- | ------- | ------ | --------- |
| 1994  | 17 947 745 | 46.4  | 366/630 | ▲366    | ▲1.    | Vláda     |
| 1996  | 16 475 191 | 43.2  | 246/630 | ▼120    | ▼2.    | Opozice   |
| 2001  | 18 569 126 | 50.0  | 368/630 | ▲122    | ▲1.    | Vláda     |
| 2006  | 18 995 697 | 49.7  | 281/630 | ▼87     | ▼2.    | Opozice   |
| 2008  | 17 064 506 | 46.8  | 344/630 | ▲63     | ▲1.    | Vláda     |
| 2013  | 9 923 109  | 29.2  | 126/630 | ▼218    | ▼2.    | Opozice   |
| 2018  | 12 152 345 | 37.0  | 265/630 | ▲139    | ▲1.    | Vláda     |

### Senát republiky
| Volby | Hlasy      | Hlasy | Mandáty | Mandáty | Pozice |
| Volby | Abs.       | %     | Abs.    | ±       | Pozice |
| ----- | ---------- | ----- | ------- | ------- | ------ |
| 199   | 14 110 705 | 42.5  | 156/315 | ▲156    | ▲1.    |
| 1996  | 12 694 846 | 38.9  | 117/315 | ▼39     | ▼2.    |
| 2001  | 17 255 734 | 50.4  | 176/315 | ▲59     | ▲1.    |
| 2006  | 17 359 704 | 49.8  | 156/315 | ▼20     | ▼2.    |
| 2008  | 15 508 899 | 47.3  | 174/315 | ▲18     | ▲1.    |
| 2013  | 9 405 679  | 30.7  | 118/315 | ▼56     | ▼2.    |
| 2018  | 11 327 549 | 37.5  | 135/315 | ▲17     | ▲1.    |

### Regionální parlamenty
| Region                    | Rok  | Hlasy          | %    | Mandáty | ±   |
| ------------------------- | ---- | -------------- | ---- | ------- | --- |
| Údolí Aosty               | 2020 | 19 598 (1.)    | 29.6 | 11/35   | ▲4  |
| Piemont                   | 2019 | 1 027 886 (1.) | 53.5 | 33/51   | ▲11 |
| Lombardie                 | 2018 | 2 686 610 (1.) | 51.3 | 49/80   | ▬0  |
| Jižní Tyrolsko            | 2018 | 39 218         | 14.0 | 5/35    | ▲3  |
| Tridentsko                | 2018 | 120 906 (1.)   | 47.4 | 21/35   | ▲11 |
| Benátsko                  | 2020 | 1 582 405 (1.) | 77.0 | 42/51   | ▲11 |
| Furlansko-Julské Benátsko | 2018 | 264 769 (1.)   | 62.7 | 29/49   | ▲12 |
| Emilia-Romagna            | 2020 | 981 787 (2.)   | 45.4 | 19/50   | ▲7  |
| Ligurie                   | 2020 | 354 111 (1.)   | 56.5 | 19/31   | ▲3  |
| Toskánsko                 | 2020 | 659 058 (2.)   | 40.6 | 14/41   | ▲5  |
| Marche                    | 2020 | 325 140 (1.)   | 52.1 | 20/31   | ▲13 |
| Umbrie                    | 2019 | 245 879 (1.)   | 58.8 | 13/21   | ▲7  |
| Lazio                     | 2018 | 922 664 (1.)   | 36.4 | 15/50   | ▲1  |
| Abruzzo                   | 2019 | 294 879 (1.)   | 49.2 | 18/31   | ▲11 |
| Molise                    | 2018 | 71 677 (1.)    | 49.3 | 13/21   | ▲7  |
| Kampánie                  | 2020 | 450 856 (2.)   | 19.1 | 11/51   | ▼2  |
| Apulie                    | 2020 | 694 536 (2.)   | 41.4 | 18/51   | ▲5  |
| Basilicata                | 2019 | 122 548 (1.)   | 42.4 | 13/21   | ▲8  |
| Kalábrie                  | 2021 | 424 666 (1.)   | 55.7 | 21/30   | ▲1  |
| Sicílie                   | 2017 | 809 121 (1.)   | 42.0 | 36/70   | ▲15 |
| Sardinie                  | 2019 | 370 354 (1.)   | 51.9 | 36/60   | ▲12 |